# 미국의 유언신탁법
미국의 유언신탁법은 미국의 법이다.

## 신탁의 의의와 기능

### 신탁법상 신탁의 개념

##### 다른 제도와의 비교
1. 위임과 신탁
2. 증여와 신탁
3. 임치와 신탁
4. 조합과 신탁
5. 양도담보와 신탁
6. 명의신탁과 신탁
7. 법인과 신탁

##### 신탁의 설정과 구성요소
1. 신탁의 설정
2. 신탁설정의사
3. 신탁재산
4. 수익자
5. 수탁자

### 신탁의 기능과 유용성

##### 신탁과 상속의 관계
- 신탁계약
- 유언신탁

##### 제3자의 부양을 위한 신탁
1. 부양신탁
2. 보호신탁과 낭비자신탁
3. 보험신탁
4. 재량신탁
5. 목적신탁
6. 공익신탁

## 참고 문헌
- 최수정, 신탁제도를 통한 고령자의 보호와 지원 아산재단연구총서, 집문당, 2010.